# Bella Vista (município do México)
Bella Vista é um município do estado do Chiapas, no México. A população do município calculada no censo 2005 era de 17.553 habitantes.